# Inklings

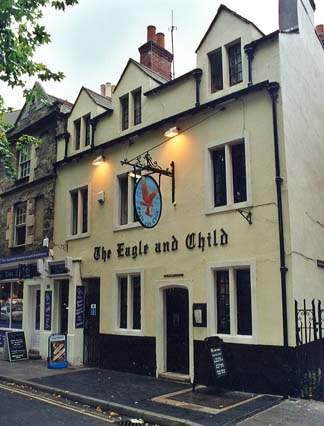
The Eagle and Child (« L'aigle et l'enfant »), pub d'Oxford dans lequel les Inklings se réunissaient chaque mardi soir.

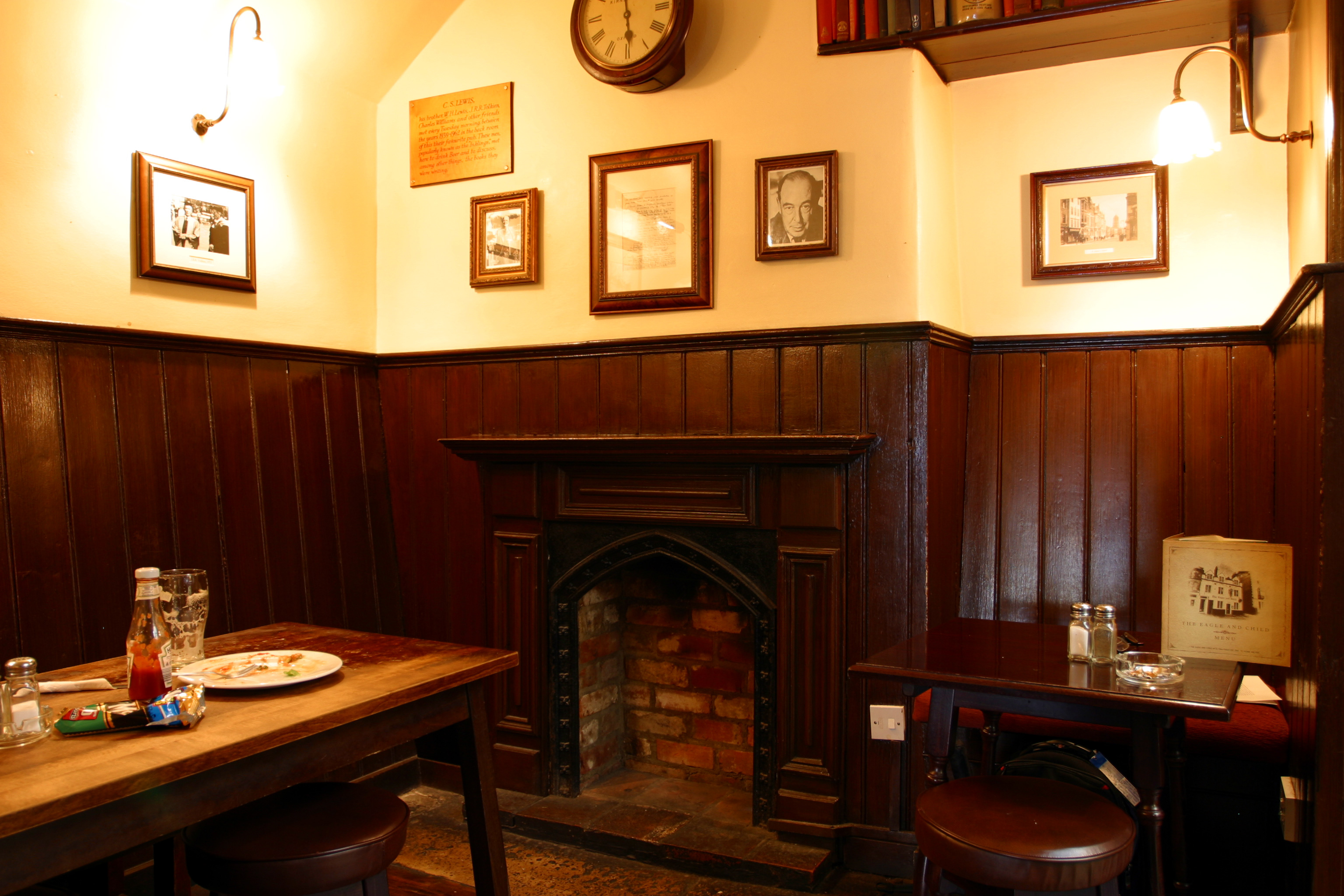
Le coin du pub où ils se réunissaient. Une petite plaque commémorative le rappelle.

Les Inklings (en anglais, littéralement « soupçons », mais aussi un jeu de mots avec ink « encre ») sont les membres d'un cercle littéraire informel lié à l'université d'Oxford, actif dans les années 1930 et 1940. Ses adhérents les plus connus sont C. S. Lewis, J. R. R. Tolkien et Charles Williams.
En littérature, les Inklings défendent la valeur de la fiction narrative, et apprécient tout particulièrement le genre fantastique. Les valeurs chrétiennes sont notablement présentes dans l'œuvre de plusieurs Inklings, mais il ne s'agit pas à proprement parler d'un club chrétien, et tous ses membres ne partagent pas la même foi : Tolkien est catholique romain, Lewis anglican, Owen Barfield anthroposophe. 
Selon Warren Lewis, « les Inklings n'étaient à proprement parler ni un cercle ni une société littéraire, mais quelque chose qui tenait de l'un et de l'autre. Il n'y avait ni règles, ni responsables, pas plus que de programme ou d'élections formellement organisées. »

## Membres
Les membres les plus réguliers des Inklings sont J. R. R. Tolkien et son fils Christopher, C. S. Lewis et son frère Warren, Owen Barfield, Charles Williams, Adam Fox, Hugo Dyson, Robert Havard (en), Nevill Coghill, Jack A. W. Bennett (en) et Roger Lancelyn Green. D'autres assistent aux réunions de manière plus irrégulière, parmi lesquels Charles Leslie Wrenn, Colin Hardie (en), Percy Bates (en), James Dundas-Grant (en), John Wain, R. B. McCallum (en), Gervase Mathew, C. E. Stevens, J. A. W. Bennett ou Lord David Cecil. Dorothy L. Sayers, très proche de     C. S. Lewis et de Charles Williams, n'a jamais participé aux réunions du groupe.
Au cours de celles-ci, les activités consistent essentiellement à lire les œuvres que les membres sont en train de composer, et à en discuter. Le Seigneur des anneaux de Tolkien, Au-delà de la planète silencieuse de Lewis et All Hallows' Eve de Williams figurent parmi les romans dont une première lecture a été donnée aux Inklings. Les réunions ne sont cependant pas exclusivement consacrées à des discussions aussi sérieuses : entre autres, un de leurs passe-temps favoris consiste à lire la prose d'Amanda McKittrick Ros le plus longtemps possible sans éclater de rire.